# Грааф, Ренье де
Ренье де Грааф (англ. Regnier de Graaf, ориг. на нидерл. Reinier de Graaf, форма на лат. Reijnerus de Graeff; 30 июля 1641, Схонховен — 17 августа 1673, Делфт) — нидерландский анатом и физиолог.
Описал строение фолликулов яичника (граафовы пузырьки). Предложил методику наложения слюнной и поджелудочной фистул, с помощью которых исследовал химизм пищеварения. Некоторые из его теорий были поставлены под сомнение и опровергнуты как его современниками, так и современными исследователями.

## Публикации
- Regnerus de Graaff, De Succi Pancreatici Natura et Usu Exercitatio Anatomica-Medica. Leiden: Ex Officina Hackiana, 1664
- Regnerus de Graaff, De Virorum Organis Generationi Inservientibus : de Clysteribus et de Usu Siphonis in Anatomia Архивная копия от 26 ноября 2011 на Wayback Machine. Lugd. Batavorum; Leiden-Rotterdam: Ex Officina Hackiana, 1668
- Regnerus de Graaff, Franciscus Hackius, Tractatus anatomico-medicus de succi pancreatici natura et usu. Lugd. Batavorum; Leiden: Ex Officina Hackiana, 1671
- Regnerus de Graaff, De mulierum organis generationi inservientibus tractatus novus. Demonstrans tam homines et animalia caetera omnia, quae vivipara dicuntur, haud minus quam ovipara ab ovo originem ducere. Lugd. Batavorum; Leiden: Ex Officina Hackiana, 1672
- Regnerus de Graaff, Opera Omnia. Lugd[uni] Batav[orum]; Leiden: Ex officina Hackiana, 1677; Lyons, 1678; Amsterdam, 1705 [with a short biography]
- Regnerus de Graaff, Alle de wercken, so in de ontleed-kunde, als andere deelen der medicyne Архивная копия от 7 марта 2016 на Wayback Machine. Amsterdam: Abraham Abrahamse, 1686